# Parque Nacional da Gorongosa
O Parque Nacional da Gorongosa MHM é uma área de conservação situada na zona limite sul do Grande Vale do Rift Africano, no coração da zona centro de Moçambique.
O Parque, com um pouco mais de 4000 km², inclui o vale e parte dos planaltos circundantes. Os rios que nascem no vizinho Monte Gorongosa, que atinge os 1.863 metros de altura, irrigam a planície. Em 20 de Julho de 2010 o governo moçambicano decidiu alargar a área do parque para 4.067 km², bem como criar uma zona tampão de 3,30 km² à sua volta.
As cheias e inundações sazonais do vale, que é constituído por um mosaico de diferentes tipos de solo, criam uma diversidade de ecossistemas distintos. As pradarias são salpicadas por áreas de acácias, savana, floresta seca em zona de areias, lagunas enchidas sazonalmente pelas chuvas e moitas nos montículos erigidos pelas térmitas. Os planaltos contêm florestas de miombo e de montanha e uma espectacular floresta húmida no sopé de uma série de desfiladeiros calcários.
Esta combinação de características únicas suportava outrora uma das mais densas populações de vida selvagem de toda a África, incluindo carnívoros carismáticos, herbívoros e cerca de 500 espécies de aves. Mas os números dos grandes mamíferos foram reduzidos em mais de 95% e os ecossistemas foram largamente afectados pelos cerca de trinta anos de guerra civil em Moçambique.
A Fundação Carr/Gorongosa Restoration Project, uma organização não lucrativa dos E.U.A., associou-se ao Governo de Moçambique para proteger e restaurar o ecossistema do Parque Nacional da Gorongosa e desenvolver uma indústria de ecoturismo para beneficiar as comunidades locais.

## História

### Reserva de Caça: 1920-1959

Logótipo oficial

O acto oficial com vista a proteger a região de Gorongosa apareceu pela primeira vez em 1920, quando a Companhia de Moçambique ordenou que 1.000 quilómetros quadrados fossem conservados como uma reserva de caça para os administradores da companhia e seus visitantes. A Companhia controlava toda a região central de Moçambique entre 1891 e 1940, tendo sido esta área concedida pelo Governo de Portugal.
Em 1935, o Sr. José Henriques Coimbra foi designado administrador e o Sr. José Ferreira tornou-se no primeiro guia turístico. Naquele mesmo ano, a Companhia de Moçambique alargou o espaço da Reserva para uma área de 3200 quilómetros quadrados para proteger o habitat de Inhalas e Rinocerontes pretos, ambos troféus de caça muito apreciados. Em 1940, a Reserva já se tornara bastante famosa, uma nova administração e um campo turístico foram construídos nas planícies perto do Rio Mussicadzi. Infelizmente este sítio teve que ser abandonado dois anos mais tarde, devido a grandes cheias na época das chuvas. Os leões tomaram conta das construções abandonadas e o lugar tornou-se num grande atractivo turístico por muitos anos, conhecido com o nome de Casa de Leões.
Depois do término do contrato da Companhia de Moçambique, a gestão da Reserva passou para as mãos do governo colonial. Sr. Alfredo Rodrigues tomou os primeiros passos oficiais com o objectivo de banir as caçadas e de estabelecer um negócio turístico viável. Em 1951 começaram outras construções de uma nova administração e acomodações no Chitengo, incluindo um restaurante e um bar. Até aos finais de 1950 mais de 6000 turistas visitavam anualmente a Reserva e o governo colonial tinha atribuído a primeira concessão de turismo no Parque. Em 1955, a campanha dos criadores produziu frutos quando a Divisão dos Serviços de Veterinária assumiu a responsabilidade da gestão da fauna bravia em Moçambique. Em 1960, o governo português decretou a Reserva como Parque Nacional.

### O Parque Nacional: 1960-1980

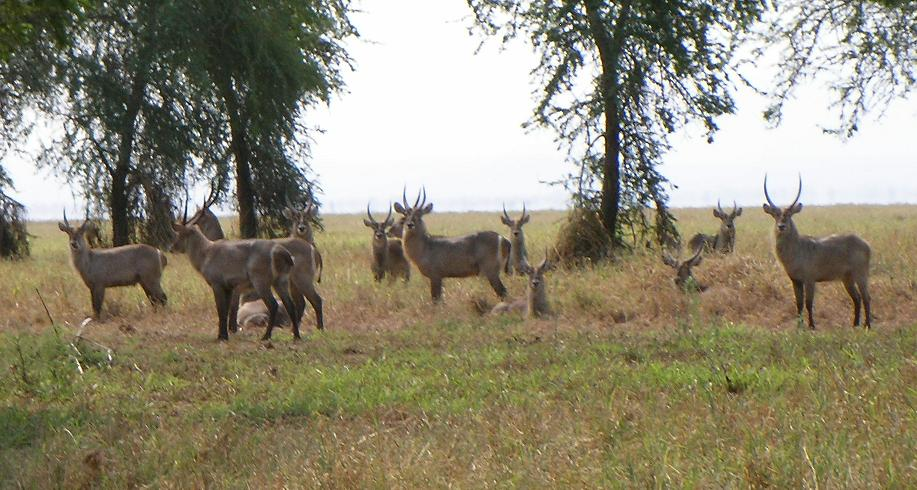
Inhacosos.

O novo Parque deu passos significativos de melhorias, com a construção de estradas e outras infra-estruturas. Entre os anos de 1963 e 1965, as instalações de Chitengo foram alargadas para acomodar pelo menos 100 turistas. Nos finais dos anos 60, Chitengo já tinha duas piscinas, um bar e um salão de festas, um restaurante com capacidade de servir entre 300-400 refeições por dia, uma estação de correios e uma estação de abastecimento de combustível, uma clínica para urgências, e uma loja para vender objectos artísticos locais.
Igualmente nos finais dos anos 60, realizaram-se os primeiros estudos científicos básicos do Parque, conduzidos por Kenneth Tinley, um ecologista sul-africano. Na primeira investigação, trazida a antena, Tinley e sua equipe registaram cerca de 200 leões, 2200 elefantes, 14 000 búfalos, 5500 bois-cavalos, 3000 zebras, 3500 inhacosos, 2000 impalas, 3500 hipopótamos e manadas de centenas de elandes, pala-palas e gondongas.
Tinley também descobriu que muitas pessoas e muita vida selvagem residente dentro e nos arredores do Parque Nacional, depende de um rio, o Vunduzi, que nasce nas vertentes da montanha de Gorongosa. Porque a montanha estava fora das linhas fronteiriças do Parque, Tinley propós a expansão das fronteiras, de maneira a incluir a montanha por ser o elemento chave do Grande Ecossistema da Gorongosa, com cerca de 8.200 quilómetros quadrados. Ele e outros cientistas e conservacionistas ficaram desapontados em 1966 quando o governo reduziu a área do Parque para 3.770 quilómetros quadrados.
Simultaneamente, Moçambique estava no meio da guerra de libertação iniciada em 1964 pela Frente de Libertação de Moçambique (Frelimo). Felizmente a guerra teve pouco impacto no Parque Nacional da Gorongosa até 1972, quando uma Companhia Portuguesa e membros da Organização Provincial de Voluntários se instalou no Parque para protegê-lo. Nessa altura não foram causados muitos danos, embora alguns soldados caçassem ilegalmente. Em 1976, um ano depois de Moçambique ter conquistado a independência de Portugal, contagens aéreas do Parque e do delta do rio Zambeze apontavam para alguns milhares de elefantes e uma população de leões na casa das centenas, provavelmente a maior população de leões registada na região da Gorongosa até à data.

### A Guerra Civil: 1981-1994

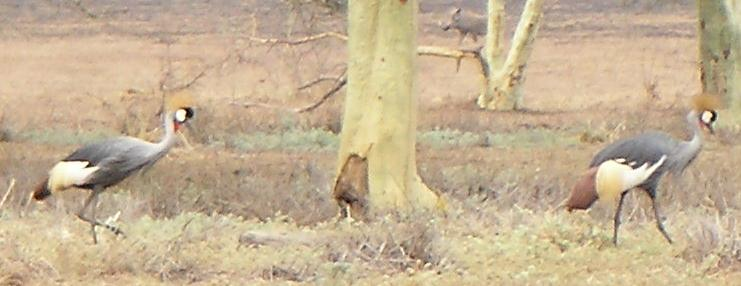
Grou-coroado-cinzento.

Ameaçada pelo novo governo esquerdista do país vizinho, a África do Sul do Apartheid começou a financiar e armar uma tropa de rebeldes para desestabilizar Moçambique. Em Dezembro de 1981 os soldados da Resistência Nacional de Moçambique (RENAMO) atacaram o acampamento de Chitengo e raptaram muitos dos seus trabalhadores, incluindo dois cientistas estrangeiros.
A partir daquela data, a violência dentro e nos arredores do Parque aumentou. Em 1983, o Parque foi encerrado e abandonado. Durante nove anos, o Parque Nacional foi palco de frequentes batalhas entre as forças opostas. A violenta batalha terrestre, e os bombardeamentos aéreos destruíram todas as construções. Os grandes mamíferos do Parque sofreram terrível destruição. Os dois beligerantes dizimaram centenas de elefantes para retirar o marfim, que vendiam para obtenção de mais armas e outros equipamentos bélicos. Soldados famintos mataram muitos milhares de zebras, bois-cavalo, búfalos e outros animais ungulados. Os leões e outros grandes predadores foram mortos a tiro por desporto ou morreram de fome por causa do desaparecimento das suas presas.
A guerra civil terminou em 1992, mas a caça furtiva no Parque, principalmente por caçadores vindos da Beira, continuou por mais dois anos. Por essa altura, as enormes populações de mamíferos de grande porte, incluindo elefantes, hipopótamos, búfalos, zebras e leões, já tinham sido reduzidos em 90% ou mais. Felizmente, os espectaculares pássaros do Parque saíram relativamente ilesos.

### A Recuperação: 1995-2003

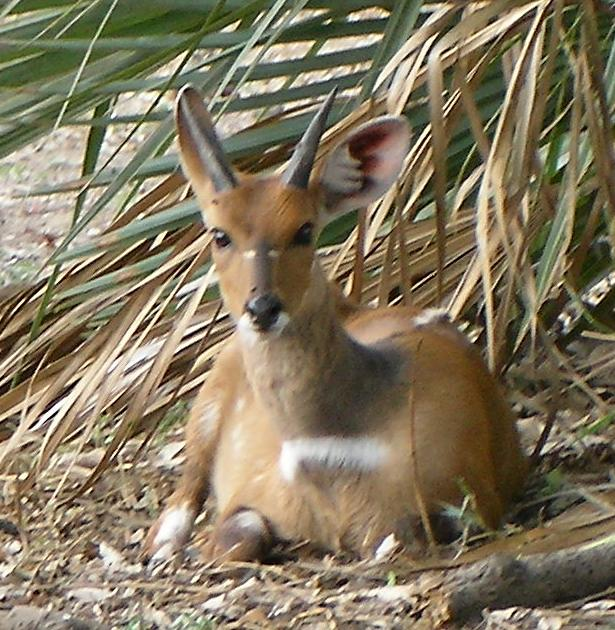
Uma impala jovem.

Os primeiros esforços para reconstruir as infra-estruturas do Parque Nacional da Gorongosa e restaurar a fauna bravia começaram em 1994 quando o Banco Africano de Desenvolvimento (ADB) iniciou trabalhos num plano de reabilitação a longo termo. Nos anos seguintes, o Parque abriu portas para os turistas e a União Europeia, com a ajuda da União Internacional para a Conservação da Natureza (IUCN), lançou um programa de emergência para acabar com a caça furtiva e remover as minas. Cinquenta novos trabalhadores, muitos deles antigos combatentes, foram contratados. Baldeu Chande e Roberto Zolho, ambos trabalhadores do Parque antes da Guerra, regressaram para assumir a liderança, Chande como Director do Programa de Emergências e Zolho como coordenador da fauna e administrador.
A iniciativa do Banco Africano de Desenvolvimento, também conhecida como Projecto de Gestão de Recursos Faunístico e de Florestas, foi lançado em 1996, com o apoio do governo de Moçambique. Nos cinco anos seguintes, a iniciativa do Banco Africano de Desenvolvimento reduziu significativamente a caça furtiva: 100 quilómetros de estradas e picadas foram abertas e cerca de 80 fiscais foram treinados.

### A Restauração: 2004-Presente
Em 2004, o Governo de Moçambique, e a Carr Foundation acordaram um plano de trabalho conjunto para restaurar as infra-estruturas do Parque Nacional da Gorongosa, restaurar a população da fauna e da flora e incentivar o desenvolvimento da economia local, deste modo abrindo uma nova e importante página na história do Parque Nacional da Gorongosa.
Um dos primeiros e mais significativos indicadores desta mudança apareceu em 2006 com a conclusão dos 6000 hectares (60 quilómetros quadrados) do santuário para fauna bravia e a introdução de búfalos e bois-cavalos no ecossistema.
Dado o sucesso deste projecto inicial de três anos, o Governo de Moçambique e a Carr Foundation anunciaram em 2008 a assinatura de um acordo para restaurar e co-gerir o Parque nos próximos 20 anos.
Em Julho de 2010, o Governo de Moçambique decidiu alterar os limites do Parque Nacional da Gorongosa e incorporar a Serra da Gorongosa (acima dos 700 metros) dando assim satisfação a uma velha aspiração que tinha sido apresentada nos anos 60 pelo então ecologista do PNG, Kenneth Tinley. Nesta data foi também estabelecida oficialmente uma zona tampão com cerca de 3.300 quilómetros quadrados.
A 9 de Junho de 2015 o Parque foi feito Membro-Honorário da Ordem do Mérito de Portugal.

## Ecologia

### Geologia
O vale é igualmente impressionante, uma secção de 4.000 quilómetros quadrados do famoso sistema do Vale do Rift Oriental, uma das características geológicas mais conhecidas de África que se estende ao longo da África Oriental, desde a Etiópia até à região Central de Moçambique. Grandes deslocações de placas tectónicas iniciaram a sua formação cerca de 30 milhões de anos atrás. Outras deformações, saliências e reentrâncias da crusta terrestre, durante milhares de anos modelaram os planaltos por ambos lados e a serra a Oeste. O clima tropical de savana de Moçambique, com um ciclo anual de períodos húmidos e secos, constitui mais um outro factor para a equação complexa da biodiversidade: uma mudança constante de humidade nos solos que se vai alterando à medida que os solos se vão elevando em relação ao nível das águas do mar. A escassos 21 quilómetros da Serra, o vale, situado a 14 metros sobre o nível das águas do mar, recebe menos de metade da precipitação daquela.

### Hidrologia

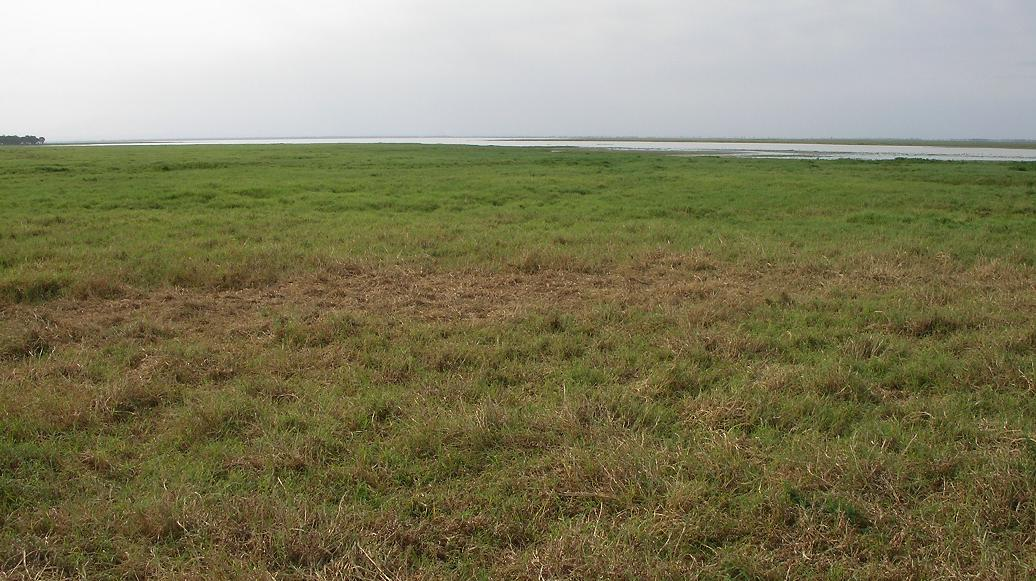
Lago Urema na época seca (final de Setembro)

O Parque Nacional da Gorongosa protege um vasto ecossistema bem definido, modelado e alimentado pelos muitos rios que correm para o lago Urema. O rio Nhandunguè, por exemplo, atravessa o Planalto do Baruè no seu percurso normal para o vale. Os rios Nhanduè e Mucombezi entram no Parque vindos do Norte. A Serra da Gorongosa contribui com o rio Vunduzi. Muitos riachos e canais entram no Parque vindos do Planalto de Cheringoma. Todos aqueles rios formam a Bacia do Urema, com uma área aproximada de 7.850 quilómetros quadrados.
O lago Urema situa-se a meio do vale, a cerca de três quartos do caminho para baixo a contar da fronteira norte do Parque. O Rio Muaredzi, que corre desde o planalto de Cheringoma, deposita sedimentos perto do escoadouro do lago, desacelerando a sua drenagem. Este “tampão” leva a que o lago Urema se expanda grandemente na estação das chuvas. A água que consiga passar este cone aluvial prossegue através do rio Urema, deságua no Pungué e por fim no Oceano Índico. Na estação das chuvas quando há inundações, a água invade o vale e as planícies, cobrindo cerca de 200 quilómetros quadrados de terra, em anos piores. Durante algumas estações secas, as águas do lago chegam a encolher para o tamanho de 10 quilómetros quadrados. A expansão e retracção constante das águas nestas terras baixas, por entre uma manta de retalhos de savana, floresta e bosques cerrados, cria um complexo mosaico de pequenos ecossistemas que contêm mais abundância e diversidade de vida selvagem do que qualquer outra zona do Parque.

### Vegetação

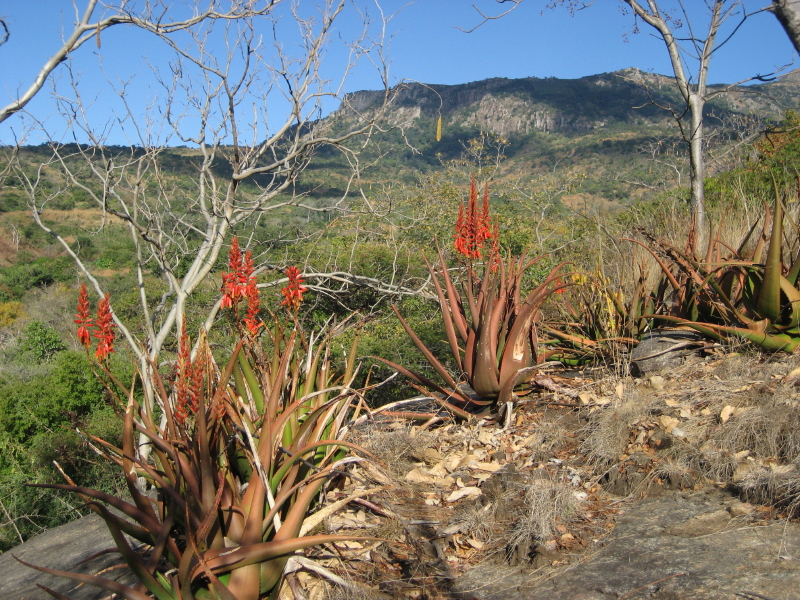
Aloe cryptopoda.

Os cientistas identificaram três tipos principais de vegetação que sustentam a riqueza da fauna bravia do Ecossistema da Grande Gorongosa. Setenta e seis por cento é constituída por savanas--uma combinação de capim e arbustos que favorece a irrigação dos solos. Catorze por cento é de florestas—diferentes tipos de bosques e matas. O resto é capim sujeito a duras condições sazonais, que impedem o desenvolvimento de árvores. Todos os três tipos encontram-se ao longo de todo o sistema, com muitos subtipos e variedades.
A Serra da Gorongosa tem florestas tropicais, capim de montanha, floresta de galeria ao longo dos rios, e matas e savanas em altitudes mais baixas. Os dois planaltos estão cobertos de um tipo de savana de copa fechada, comum na África Austral, de nome “miombo,” palavra de origem Swahili que designa a árvore predominante, da genus brachystegia. Cerca de 20 % do capim do vale está debaixo de água durante grande parte do ano.

### A Serra da Gorongosa

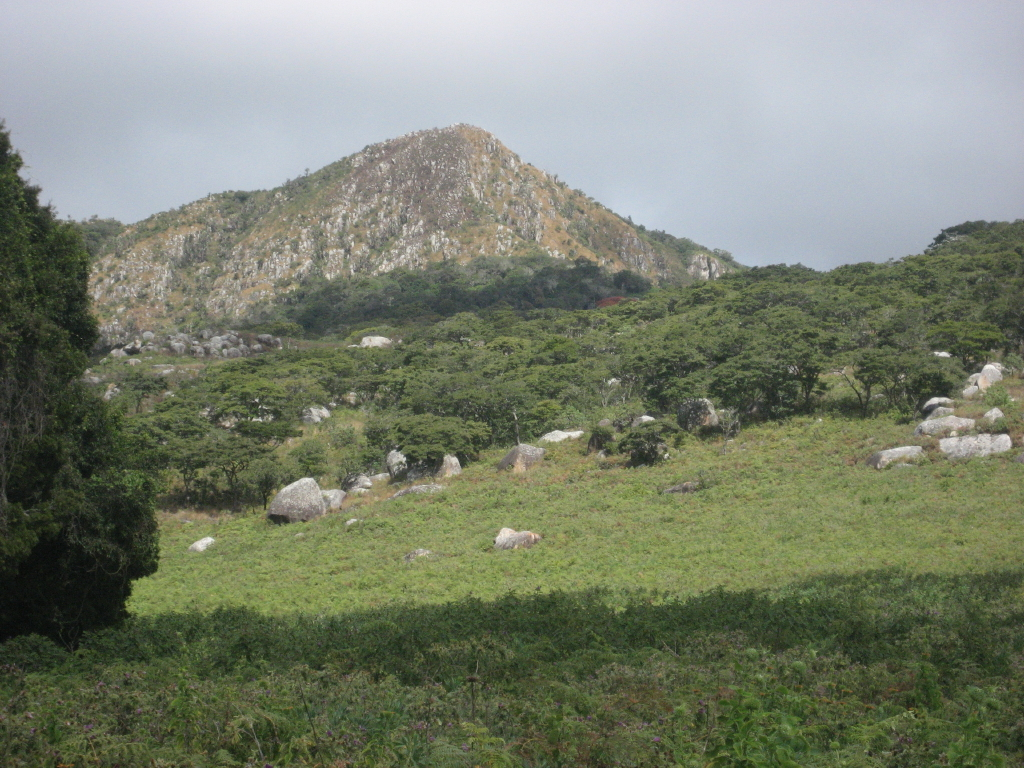
O pico Gogogo (1.863 m), o ponto mais alto da Serra da Gorongosa

Mais de 2000 pessoas vivem na Serra da Gorongosa. Os residentes praticam agricultura de subsistência e os produtos obtidos dessa prática têm uma significativa contribuição para as necessidades nutricionais da população residente, preenchendo os mercados do distrito com uma enorme variedade de produtos frescos para vender. Vivem na serra há várias gerações e a sua prática social e agrícola permite que a floresta tropical na serra tenha condições para suportar espécies raras e ameaçadas, incluindo algumas endémicas como a Oriolus chlorocephalus.
O estado deste sistema ecológico, raro no que toca ao grau de preservação graças às práticas dos residentes, atrai a atenção de conservacionistas, ornitólogos, botânicos e entusiastas da vida selvagem a nível mundial. Pelo menos 500 famílias podem ser encontradas a viverem nas zonas férteis acima dos 700m, numa área caracterizada por vales adequados à agricultura de subsistência de pequena escala. Em julho de 2010 o Governo de Moçambique e o Projecto de Restauração da Gorongosa (chefiado pela Fundação Carr) anunciou que a Serra da Gorongosa seria anexada ao parque, ficando com um total de 4067km2.

### Vida selvagem

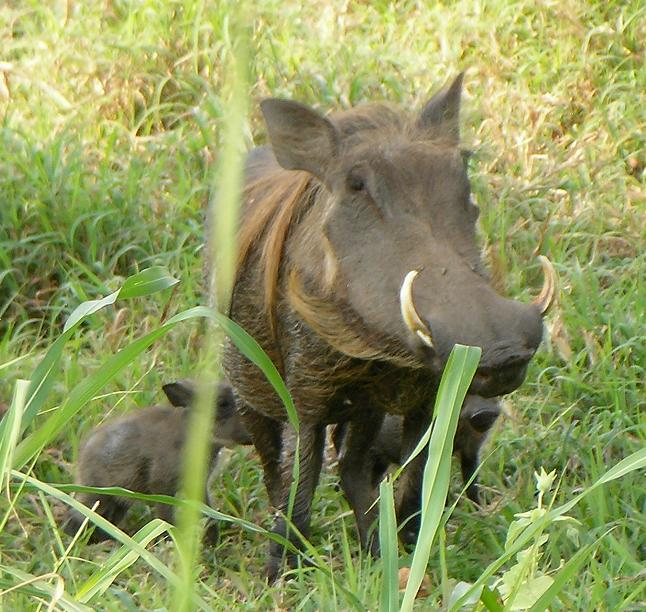
Javalis

A Gorongosa é habitada por uma impressionante diversidade de animais e plantas – alguns dos quais não se encontram em mais lado nenhum no mundo, como a nova espécie de musaranho descoberta em 2011, a Myosorex meesteri. A riqueza da biodiversidade cria um mundo complexo onde animais, plantas e pessoas interagem. Dos mais pequenos insectos ao mamíferos maiores, cada um desempenha um papel importante no ecossistema da Gorongosa.
Apesar de muita da vasta população herbívora do parque ter sido dizimada durante os anos de guerra e de caça furtiva, quase todas as espécies naturalmente características da região, incluindo mais de 400 tipos de aves, acabaram por sobreviver. Com uma gestão efectiva e reintrodução de espécies-chave, as populações de vida selvagem voltarão a contar-se segundo valores naturais e ajudarão a restaurar o equilíbrio ecológico do parque.[carece de fontes?]